# Glomus mortonii
Glomus mortonii är en svampart som beskrevs av Bentiv. & Hetrick 1991. Glomus mortonii ingår i släktet Glomus och familjen Glomeraceae.   Inga underarter finns listade i Catalogue of Life.